# Макове (Кропивницький район)
Ма́кове — село в Україні, у Первозванівській сільській громаді Кропивницького району Кіровоградської області. Населення становить 48 осіб.
Місто-побратим — с. Стара Лішня (Волинська обл.). Статус встановлено 05.08.2017 року представниками сільських рад на конференції в м. Яремче.

## Населення
Згідно з переписом УРСР 1989 року чисельність наявного населення села становила 60 осіб, з яких 20 чоловіків та 40 жінок.
За переписом населення України 2001 року в селі мешкало 48 осіб.

### Мова
Розподіл населення за рідною мовою за даними перепису 2001 року:
| Мова       | Відсоток |
| ---------- | -------- |
| українська | 89,58 %  |
| російська  | 10,42 %  |